# Mercenaires (téléfilm)
Pour plus de détails, voir Fiche technique et Distribution.
Mercenaires (Stealth Fighter) est un téléfilm américain réalisé par Jim Wynorski, diffusé en 1999.

## Synopsis
Un pilote de chasse disparait subitement a bord d'un avion de haute technologie.

## Fiche technique
- Titre original : Stealth Fighter
- Réalisation : Jim Wynorski
- Scénario : Lenny Juliano
- Photographie : J.E. Bash
- Musique : Deddy Tzur
- Durée : 84 min
- genre : Action

## Distribution
- Ice-T : Owen Turner
- Costas Mandylor : Ryan Mitchell
- Erika Eleniak : Erin Mitchell
- Sarah Dampf : J.P. Mitchell
- William Sadler : Amiral Frank Peterson
- Ernie Hudson : Président Westwood
- Andrew Divoff : Roberto Menendez